# Campionati europei di ginnastica aerobica
I Campionati europei di ginnastica aerobica  sono una competizione sportiva biennale organizzata dalla Unione Europea di Ginnastica. La prima edizione si è svolta nel 1999 a Birmingham, in Gran Bretagna.

## Edizioni
| Anno | Città       | Nazione     |
| ---- | ----------- | ----------- |
| 1999 | Birmingham  | Regno Unito |
| 2001 | Saragozza   | Spagna      |
| 2003 | Debrecen    | Ungheria    |
| 2005 | Coimbra     | Portogallo  |
| 2007 | Szombathely | Ungheria    |
| 2009 | Liberec     | Rep. Ceca   |
| 2011 | Bucarest    | Romania     |
| 2013 | Arques      | Francia     |
| 2015 | Elvas       | Portogallo  |
| 2017 | Ancona      | Italia      |
| 2019 | Baku        | Azerbaigian |
| 2021 | Pesaro      | Italia      |
| 2023 | Antalya     | Turchia     |

## Medagliere
Dati aggiornati all'edizione del 2023, il medagliere non tiene conto dei medagliati juniores.
| Pos.   | Nazione     | Oro | Argento | Bronzo | Totale |
| ------ | ----------- | --- | ------- | ------ | ------ |
| 1      | Romania     | 28  | 18      | 20     | 66     |
| 2      | Russia      | 13  | 19      | 12     | 44     |
| 3      | Italia      | 9   | 8       | 10     | 35     |
| 4      | Francia     | 8   | 9       | 13     | 31     |
| 5      | Spagna      | 8   | 7       | 3      | 18     |
| 6      | Ungheria    | 7   | 12      | 14     | 33     |
| 7      | Bulgaria    | 6   | 0       | 2      | 8      |
| 8      | Azerbaigian | 1   | 0       | 0      | 1      |
| 9      | Ucraina     | 0   | 1       | 3      | 4      |
| 10     | Islanda     | 0   | 1       | 1      | 2      |
| 11     | Austria     | 0   | 1       | 0      | 1      |
| 11     | Finlandia   | 0   | 1       | 0      | 1      |
| 11     | Turchia     | 0   | 1       | 0      | 1      |
| 14     | Portogallo  | 0   | 0       | 1      | 1      |
| Totale | Totale      | 80  | 78      | 79     | 237    |